# ماناتک
ماناتک (انگلیسی: Mannatech) شرکت صنایع غذایی آمریکایی است، که در سال ۱۹۹۳ تأسیس شد.